# 汉斯·朔尔
汉斯·弗里茨·朔尔（德語：Hans Fritz Scholl，德語：[hans ʃɔl] ⓘ，1918年9月22日—1943年2月22日）是一位纳粹德国时期的德国反抗组织成员。他出于人道主义和基督教教义的精神反对纳粹主义，因组织和参加白玫瑰的活动而被处死。

## 生平
汉斯·朔尔出生于德国克赖尔斯海姆，共有四个兄弟姐妹，他们一起在乌尔姆长大。他们受基督教-人道主义的熏陶，他的父亲罗伯特·朔尔是一个自由主义人士，后来从1945年至1948年任乌尔姆市长。
虽然他们的父亲明言反对，但是一开始汉斯·朔尔和他的兄弟姐妹都积极参加了希特勒青年团，而且都在青年团的少年组中任干部。汉斯·朔尔于1933年10月所参加的乌尔姆的希特勒青年团原来是一个属于青年联盟的组织。在1935年在纽伦堡的纳粹党代会上汉斯·朔尔是4000名乌尔姆青年代表的执旗人。这次大会使得朔尔认识到纳粹主义与他所重视的青年联盟中的思想自由的精神毫无相干之处。由于汉斯·朔尔在希特勒青年团内部组织了一个继续青年联盟精神的组织，1937年他和他的兄弟姐妹们被短期关押，纳粹开始对他进行内部调查。但是1938年出于一个特赦这个调查没有继续进行。

从这个时候开始朔尔兄妹开始反对纳粹主义而转向天主教。在一封1941年12月22日给卡尔·姆特的信中汉斯·朔尔写道：“我非常高兴在我一生中第一次清楚地作为一个基督徒来过圣诞节。儿时的记忆还没有全部被吹散，那时我们无忧无虑地看着母亲欢乐的面庞。但是阴影升起了。在一段没有支撑的时间里我求助于无用的道路。但这些道路的终点始终是被遗弃的感觉，始终是同样的空虚。我有过两次非常深刻的体验，今后我还会对您说。最后是这样可憎的战争，这个无底洞，它从下面吞噬所有男人的灵魂，试图杀死他们，这使我更加感到孤独。但终于有一天解脱到来了。我听到了主的名字，听到他的声音。这时我第一次遇到了您。此后就一天比一天亮了，最后我终于明白了。我祈祷。我感觉到一个稳固的基础，我看到了一个可靠的目标。今年对我来说耶稣再生了。”汉斯·朔尔与西奥多·海克和卡尔·姆特等神学家的接触后来也在白玫瑰的传单上看得出来。他为什么后来积极反对纳粹政府的原因今天还不完全清楚，但是显然当时明斯特的主教克莱蒙·奥古斯特·冯·加伦伯爵的布道起了一个重要作用。加伦在他的布道中提到了纳粹对精神病人的屠杀，并呼吁公民抵抗褐色恐怖。朔尔家在他们的信箱发现了这次布道的一个拷贝。
中学毕业后汉斯·朔尔进入国家劳动服役训练营服役，此后被征入德國防衛軍。服役期满后他进入慕尼黑大学学医学。在假期中他必须赴前线做医务工作。通过对战争的认识和与天主教反抗组织人士的接触他在慕尼黑大学组织了反抗组织白玫瑰。这个组织一共散发过六张传单，其中前四张以“白玫瑰的传单”为名，后来的两张上的署名为“德国反抗运动”。第一张传单的开始是“对一个文明的民族来说，不抵抗就任由一个没有责任感的、受黑暗的动机驱动的统治集团统治是最可耻的”。其结尾呼吁公民进行被动抵抗。在第二张传单中他们报道了对三十万波兰犹太人的屠杀：“这里我们面临着一个针对人的尊严的可怕的罪恶。这个罪恶在整个人类历史上没有前例。”在第三张传单上他们呼吁进行破坏。第四张传单的结束语为“我们不会沉默，我们是你们的良心，白玫瑰不会让你们自欺欺人的。”
从1942年7月至11月初汉斯·朔尔和另一位白玫瑰成员亚历山大·施摩莱尔被派往苏联战场。在这里他们加强了与当时24岁的维利·格拉夫的联系。格拉夫和同年5月从乌尔姆转到慕尼黑的索菲·朔尔参加白玫瑰的活动。此外他们还获得了当时49岁的音乐学家和在反对派中很有声望的慕尼黑教授库特·胡伯的支持。他们还与萨尔和汉堡的反抗组织取得了联系。此外在乌尔姆还有两个中学生帮助他们散布传单。

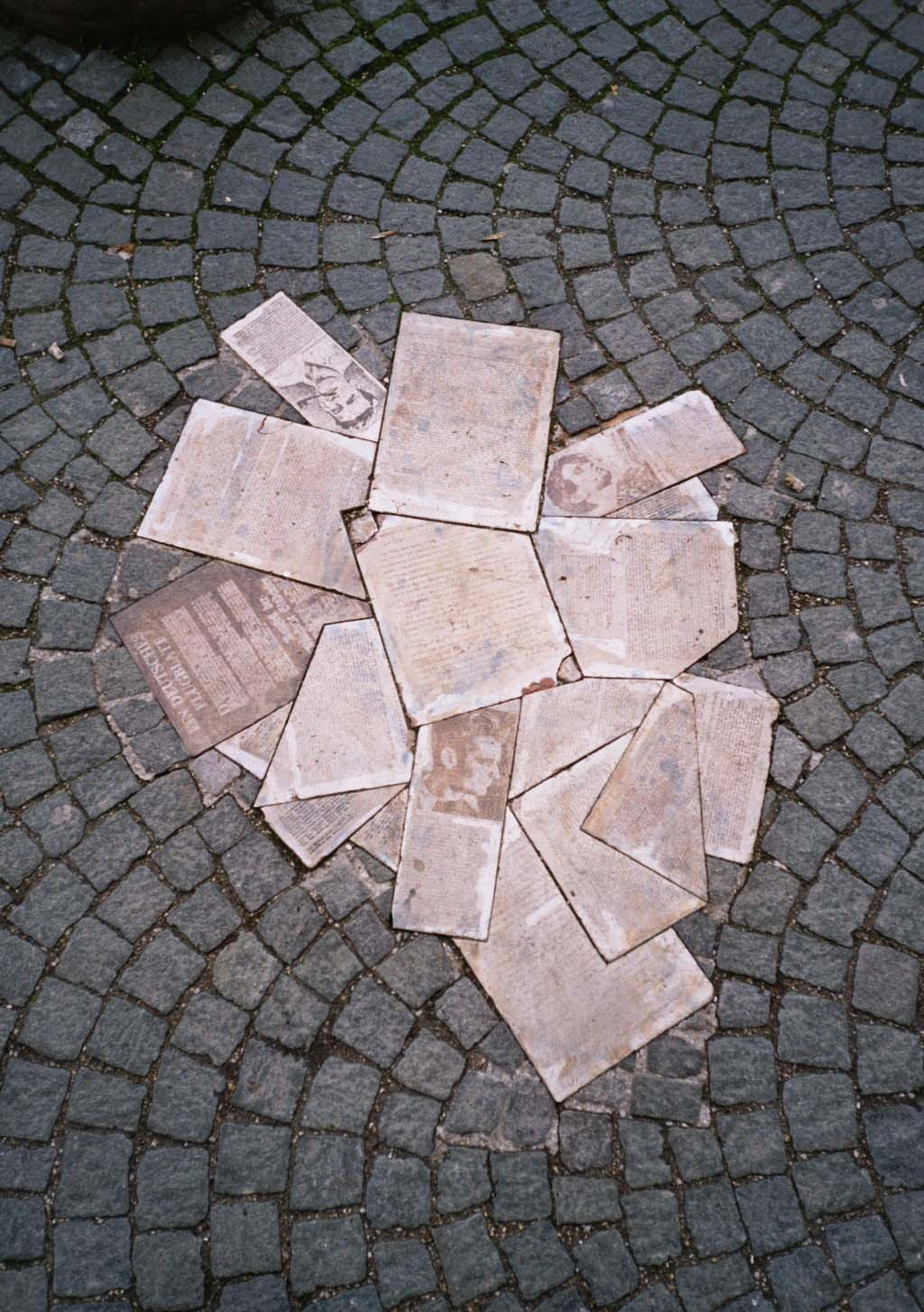
慕尼黑大学门前的白玫瑰纪念碑

这时白玫瑰的传单的内容也开始变化了。他们不再是仅仅讽刺纳粹。第五张传单是汉斯·朔尔写的，胡伯进行了修改。第六张传单的原因是德国在斯大林格勒战役中的失败。白玫瑰呼吁公民对纳粹党斗争。
1943年2月18日汉斯和索菲·朔尔在散发传单，索菲将传单扔下大学主楼的门庭时被楼房管理员发现。他们被捕。四天后，2月22日人民法庭的法官罗兰德·弗莱斯勒判处朔尔兄妹和克里斯托弗·波普斯特上断头台。同日他们受刑。汉斯·朔尔的临终之言是“自由万岁！”
其他三名白玫瑰成员亚历山大·施摩莱尔、库特·胡伯和维利·格拉夫于1943年4月19日被判死刑并于数月后施刑。
慕尼黑市每年颁发朔尔兄妹奖来纪念白玫瑰。

## 影視形象
在2005年電影《帝國大審判》中，汉斯·朔尔由法比安·亨里克斯飾演。